# 海宁中国皮革城

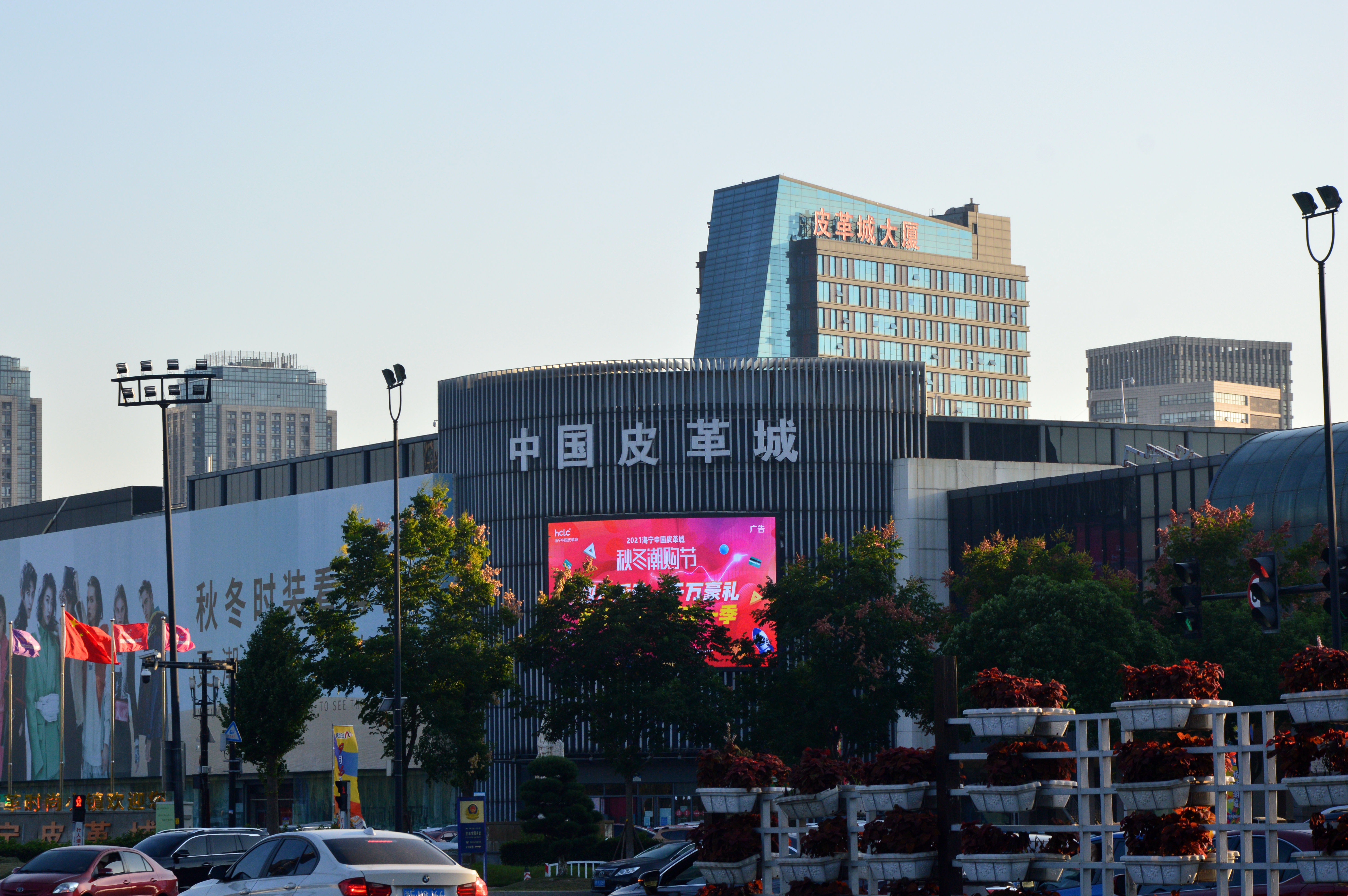
海宁皮革城A座（皮装、裘皮、箱包交易区）

海宁中国皮革城位于浙江海宁市海州西路201号，是中国规模最大和最具影响的皮革专业市场。1994年建成开业，2007年2月成为国家AAAA级旅游景区。现时，该市场由海宁中国皮革城股份有限公司（深交所：002344，简称：海宁皮城）运营。

## 简介

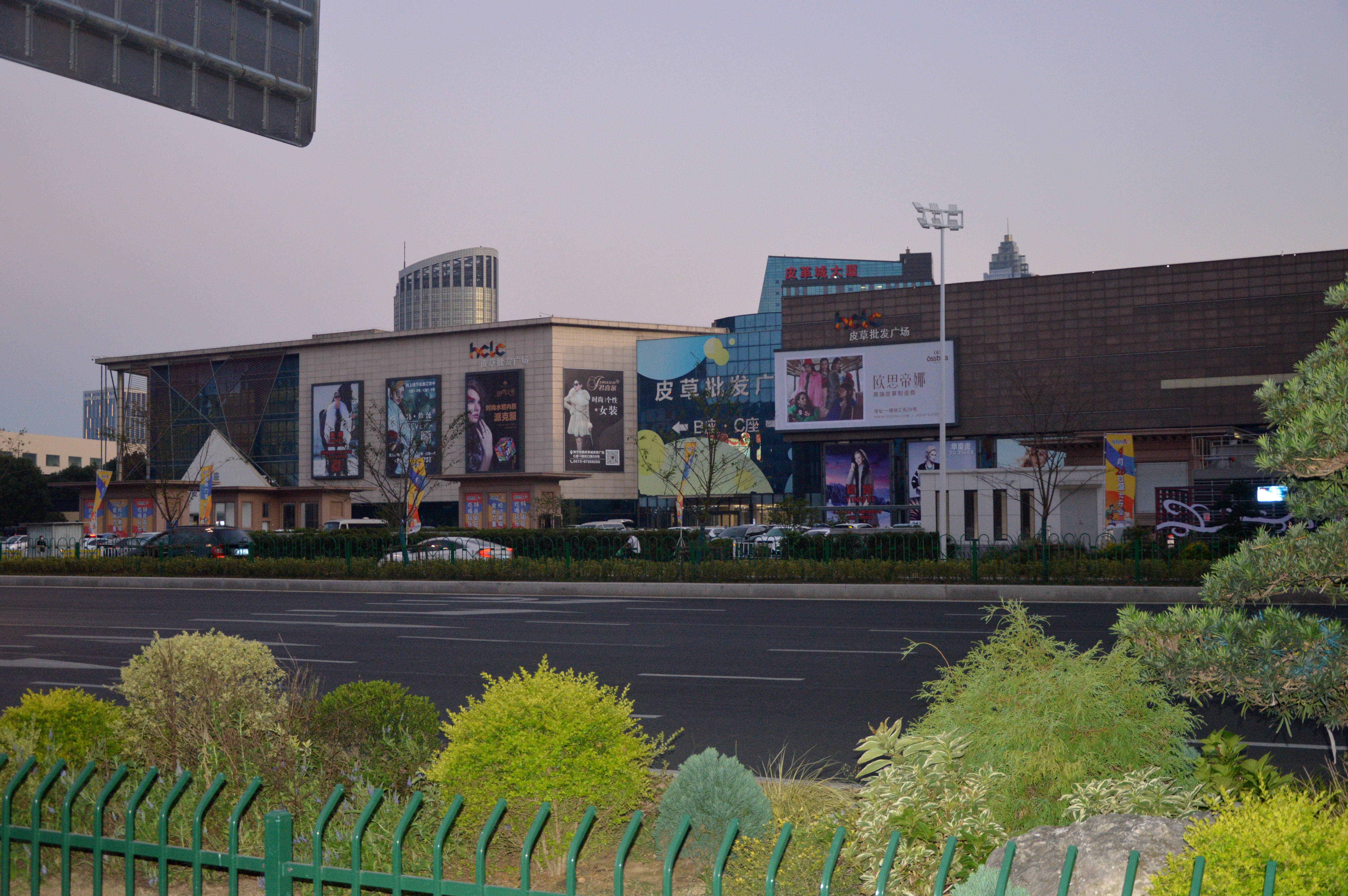
B、C座（皮装鞋业广场、皮草广场）

皮革城总建筑面积45万平米，云集了一流的皮衣、裘皮、箱包、鞋类等品牌。主要包括皮革服装交易区、裘皮服装交易区、箱包皮具交易区、原辅料市场、鞋业广场、毛皮服饰·牛仔城、皮都万豪大酒店、商务综合楼、美食街、淘皮欢乐嘉年华、休闲文化广场，现有企业2000多家。
它不仅是中国皮革服装、裘皮服装、毛皮服装、皮具箱包、皮毛、皮革、鞋类的集散中心，也是皮革价格信息、市场行情、流行趋势的发布中心。
2010年登陆深圳证券交易所。

## 建筑分布

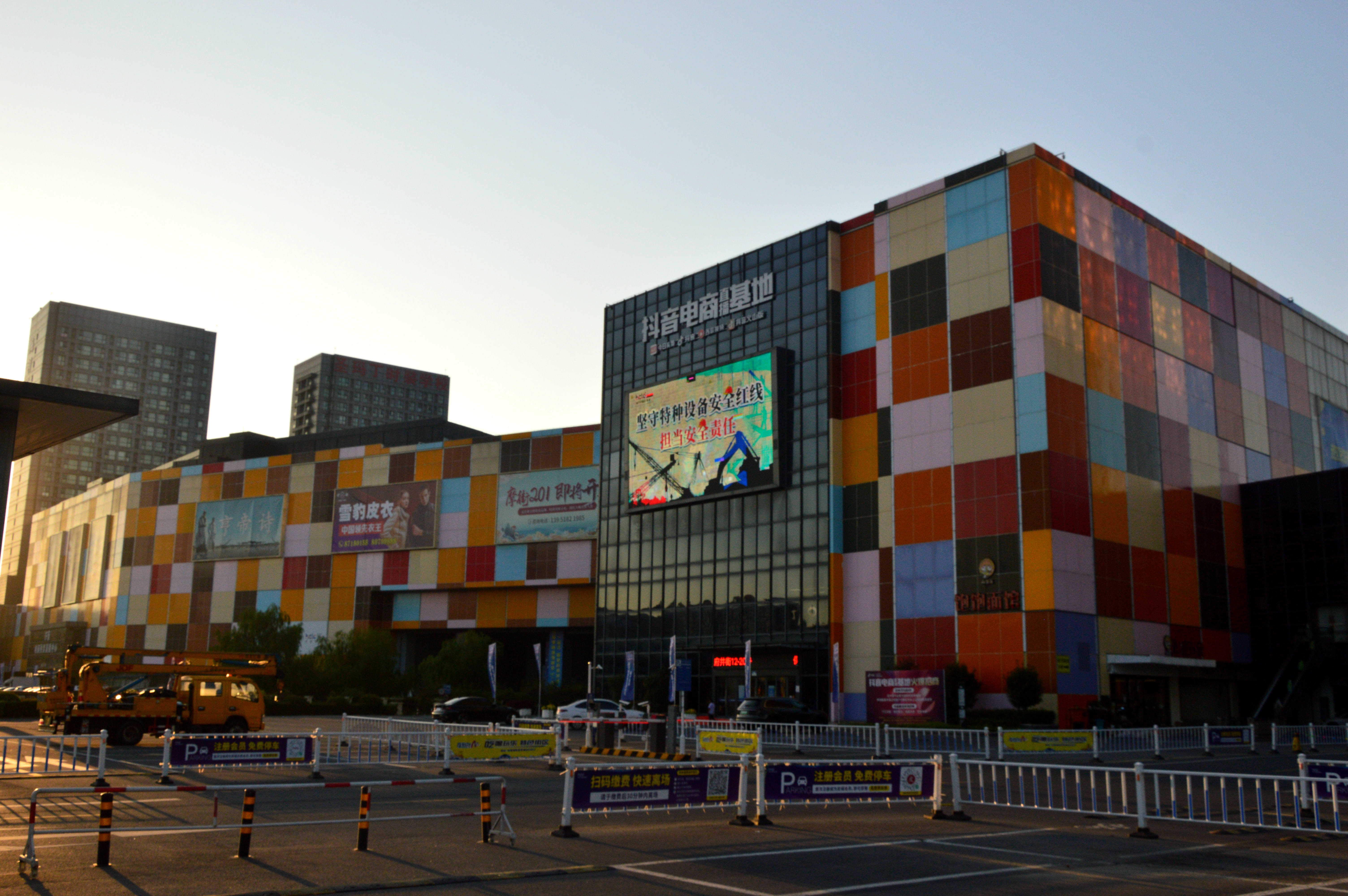
E、F座（女装馆、品牌旗舰店广场）

海州西路把皮革城的六座大楼分为南北两大区域，A座B座C座在路南，D座E座F座位于路北：
- A座位于东南侧
- B座（东边）与C座（西边）位于西南侧
- D座位于东北侧
- E座（东边）与F座（西边）位于西北侧

## 荣誉
市场先后荣获以下荣誉：
- 全国文明市场
- 浙江省重点市场
- 浙江省百城万店无假货示范市场
- 中国十强文明市场
- 浙江省“五星级文明规范市场”（2005年10月）

## 交通
杭海城际铁路于2021年6月开通，乘至皮革城站即可到达。